# Panemeria satiata
Panemeria satiata är en fjärilsart som beskrevs av Franz Dannehl 1933. Panemeria satiata ingår i släktet Panemeria och familjen nattflyn. Inga underarter finns listade i Catalogue of Life.